# Crazy Diamond
Crazy Diamond è un cofanetto antologico su 3 CD dedicato alla carriera solista del cantautore britannico Syd Barrett, che riunisce gli album The Madcap Laughs, Barrett, e la raccolta di inediti Opel. Tutti i dischi hanno inoltre l'aggiunta di varie tracce bonus alternative.

## Il disco
Il box set è costituito da una scatola rettangolare contenente tre compact disc e un libretto fotografico di 24 pagine.
Simultaneamente alla pubblicazione del cofanetto, la EMI ristampò separatamente The Madcap Laughs, Barrett e Opel, con l'aggiunta di nuove bonus tracks.
Due brani inediti di Syd Barrett con i Pink Floyd, Scream Thy Last Scream e Vegetable Man, furono remixati da Malcolm Jones, per l'inclusione nella raccolta Opel del 1988, ma la loro presenza venne cancellata, apparentemente per volere degli stessi Pink Floyd.

### Titolo
Il titolo del cofanetto proviene dal testo di Shine on You Crazy Diamond, una canzone dei Pink Floyd dedicata a Barrett, che era stato il leader del gruppo nei primi anni della band.

## Tracce
- Tutti i brani sono opera di Syd Barrett, eccetto dove indicato diversamente.

### Disc 1 –The Madcap Laughs
1. Terrapin – 5:04
2. No Good Trying – 3:26
3. Love You – 2:30
4. No Man's Land – 3:03
5. Dark Globe – 2:02
6. Here I Go – 3:11
7. Octopus – 3:47
8. Golden Hair (Syd Barrett/James Joyce) – 1:59
9. Long Gone – 2:50
10. She Took a Long Cold Look – 1:55
11. Feel – 2:17
12. If it's in You – 2:26
13. Late Night – 3:11
14. Octopus (Take 1 & 2) – 3:09
15. It's No Good Trying (Take 5) – 6:22
16. Love You (Take 1) – 2:28
17. Love You (Take 3) – 2:11
18. She Took a Long Cold Look at Me (Take 4) – 2:44
19. Golden Hair (Take 5) (Barrett/Joyce) – 2:28

- Tracce 14–19: Bonus tracks

### Disc 2 –Barrett
1. Baby Lemonade – 4:11
2. Love Song – 3:05
3. Dominoes – 4:09
4. It is Obvious – 3:00
5. Rats – 3:02
6. Maisie – 2:51
7. Gigolo Aunt – 5:47
8. Waving My Arms in the Air – 2:07
9. I Never Lied to You – 1:52
10. Wined and Dined – 2:59
11. Wolfpack – 3:41
12. Effervescing Elephant – 1:54
13. Baby Lemonade (Take 1) – 3:46
14. Waving My Arms in the Air (Take 1) – 2:13
15. I Never Lied to You (Take 1) – 1:48
16. Love Song (Take 1) – 2:32
17. Dominoes (Take 1) – 0:40
18. Dominoes (Take 2) – 2:36
19. It Is Obvious (Take 2) – 3:51

- Tracce 13–19: Bonus tracks

### Disc 3 –Opel
1. Opel – 6:26
2. Clowns and Jugglers – 3:27
3. Rats – 3:12
4. Golden Hair (Barrett/Joyce) – 1:44
5. Dolly Rocker – 3:01
6. Word Song – 3:19
7. Wined and Dined – 3:03
8. Swan Lee (Silas Lang) – 3:13
9. Birdie Hop – 2:30
10. Let's Split – 2:23
11. Lanky (Part One) – 5:32
12. Wouldn't You Miss Me (Dark Globe) – 3:00
13. Milky Way – 3:07
14. Golden Hair – 1:56
15. Gigolo Aunt (Take 9) – 4:02
16. It Is Obvious (Take 3) – 3:44
17. It Is Obvious (Take 5) – 3:06
18. Clowns and Jugglers (Take 1) – 3:33
19. Late Night (Take 2) – 3:19
20. Effervescing Elephant (Take 2) – 1:28

- Tracce 15–20: Bonus tracks

## Formazione
- Syd Barrett – chitarra acustica, chitarra elettrica, voce, produzione
- Tim Chacksfield – coordinatore del progetto
- David Gilmour – produzione
- Brian Hogg – note interne, compilazione, mixaggio, supervisione
- Peter Jenner – produzione
- Malcolm Jones – produzione
- Angela Rogers – illustrazioni
- Phil Smee – compilazione, mixaggio, package design, supervisione compilation
- Roger Waters – produzione
- Rick Wright – produzione e tastiere